# Фёдоров, Владимир Алексеевич (скульптор)
Владимир Алексеевич Фёдоров (12 апреля 1926, Москва — 27 сентября 1992, там же) — советский и российский скульптор, педагог, Заслуженный художник РСФСР (1980), лауреат премии Комсомола Подмосковья (1978).

### Биография
В. А. Фёдоров родился 12 апреля 1926 года. С детства проявлял способности к изобразительному искусству, посещал занятия рисунком и скульптурой в изостудии Дворца пионеров. В 1951 году успешно окончил факультет монументально-декоративной скульптуры Московского института прикладного и декоративного искусства (МИПИДИ). Его педагогом и руководителем дипломной работы была скульптор Е. Ф. Белашова. В. А. Фёдоров был рекомендован в аспирантуру Ленинградской Академии художеств, однако сразу начал активно работать в Аэропроекте на должности художника-скульптора. Участвовал в декоративно-скульптурном оформлении зданий в Москве и в других городах, в оформлении станций Московского метрополитена. В частности, центральный зал станции метро «Краснопресненская» оформлен барельефами, один из которых — «Всеобщая стачка железнодорожников» — авторства В. А. Фёдорова (1954 г.).
Много лет В. А. Фёдоров был членом Художественных советов Министерства Культуры СССР и РСФСР, скульптурных комбинатов. Он участвовал практически во всех Российских и Всесоюзных выставках, творческих конкурсах. Многие его выставочные работы были отмечены как лучшие работы года. Несколько лет он преподавал в МАрхИ. Был членом правления ЦДРИ. В 1980 году В. А. Фёдорову было присвоено почетное звание Заслуженного художника РСФСР. Академия художеств СССР предоставила ему возможность поехать на творческую дачу художников в Италию.
В. А. Фёдоров скончался 27 сентября 1992 года. Похоронен на Донском кладбище в Москве.

### Творчество
В середине XX века В. А. Фёдоров был одним из ведущих скульпторов-монументалистов страны. Это именно тот раздел искусства, который требует от авторов максимального напряжения, огромного нервного подъема. В общей сложности им было сделано более 20 монументов. Мысли и чувства В. А. Фёдорова занимали темы подвига, героизма, патриотизма. Это отражалось в его монументальных работах.
Первой крупной победой В. А. Фёдорова в мире скульптуры стала работа над памятником Зое Космодемьянской (совместно со скульптором О. Иконниковым). 28 июля 1957 года — в день открытия I Международного Фестиваля молодежи в Москве — памятник был открыт на 86-м километре Минского шоссе и стал своеобразным символом Фестиваля. Впоследствии за эту работу авторы получили премию Комсомола Подмосковья (1978 г.).
В. А. Фёдоровым были созданы еще два крупных памятника под Москвой — совместно с другими скульпторами и архитекторами: в Яхроме (г. Дмитров, 1966 г.) — в честь разгрома немецких войск под Москвой; у разъезда Дубосеково — многофигурный памятник воинам-панфиловцам (1975 г.).
В Москве В. А. Фёдоров поставил три больших многофигурных памятника: писателю А. А. Фадееву на Миусской площади (работа отмечена Дипломом Академии Художеств), «Революции 1905 года посвящается» у станции метро «Улица 1905 года» (совместно со скульптором О. Иконниковым) и широко известный памятник В. И. Ленину на Октябрьской площади (совместно со скульптором Л. Е. Кербелем, 1985 г.).
Много работ В. А. Фёдорова находятся в других городах: в Омске — памятник-бюст генерала Д. М. Карбышева, на Урале памятник В. И. Чапаеву, в Находке — погибшим рыбакам, в Петропавловске-Казахском — памятник молодому В. В. Куйбышеву и мемориал, посвященный героям гражданской и Отечественной войны, на Украине — памятник П. И. Чайковскому, в Кузнецке — бюст Дважды героя Советского Союза Смирнова. Несколько памятников поставил В. А. Фёдоров за рубежом: в Ливане (совместно со скульптором С. Герасименко) — памятник секретарю компартии Ливана Хелу, в Финляндии (г. Лахти) — мемориал памяти русских воинов.
Автор барельефа «Всеобщая стачка железнодорожников» для вестибюля станции метро «Краснопресненская».

### Портретный жанр
У здания ФИАНа на Ленинском проспекте в Москве установлен бюст Президента Академии Наук С. Вавилова работы В. Фёдорова.
Несколько лет В. А. Фёдоров работал над образом выдающегося ученого, лауреата Нобелевской премии, академика Н. Н. Семенова. В. А. Фёдоров лепил его с натуры (бюст установлен на Родине в городе Саратове). После его кончины установил ему надгробный памятник на Новодевичьем кладбище, памятник для Института химической физики его имени, две мемориальные доски, медаль его имени, присуждаемую Академией наук выдающимся ученым мира.
В. А. Фёдорову одинаково хорошо удавались и памятники великим мира сего, и портреты простых людей. Взять хотя бы мраморную «Египтянку» (1955 г.), где скульптор продемонстрировал бесконечные визуальные возможности этого сложного материала. Или бронзовую фигурку «Сидящей» (1979 г.), в которой В. А. Федоров совершенно очевидно признает себя последователем Матвеевской школы. Или же композиция «Перед телевизором» (1969 г.), в которой скульптор — многодетный отец — мог использовать образы своих детей. Нельзя не отметить и работу «На дорогах войны» (1971 г.), шероховатость и неровность которой подчеркивается динамичными фигурами детей.

### Мелкая пластика
Еще одна грань творчества скульптора В. А. Фёдорова — его камерные работы «для себя», которые невозможно было экспонировать на выставках во времена суровой цензуры. В этих небольших по размерам скульптурах, настенных рельефах раскрывается внутренний мир художника — его сокровенные мысли, страдания и поиски его души, любовь к людям, жизнь и смерть, счастье и боль, вера и вечность.
Как писал о В. А. Фёдорове Лев Кербель, «натура глубокая и страстная, Федоров жил в состоянии постоянного творческого напряжения. Работал всегда, заполняя набросками блокноты, эскизами — стены квартиры и мастерской. Истинное творчество требует полного сгорания, — записано у него в дневнике. Любя жизнь во всех проявлениях, он горячо реагировал на повороты истории нашей страны, отзывался на боль и страдания человека». Мелкая пластика  Фёдорова Владимира Алексеевича это  его. Душа. Это вершина его творчества. Это жемчужина Русской скульптуры и Русской культуры.

### Награды и премии
Медаль «За освоение целинных земель» (1968 г.)
Диплом Академии художеств (1973 г.)
Премия Комсомола Подмосковья (1978 г.)
Почетное звание «Заслуженный художник РСФСР» (1980 г.)

### Основные монументальные произведения в Москве и Московской области

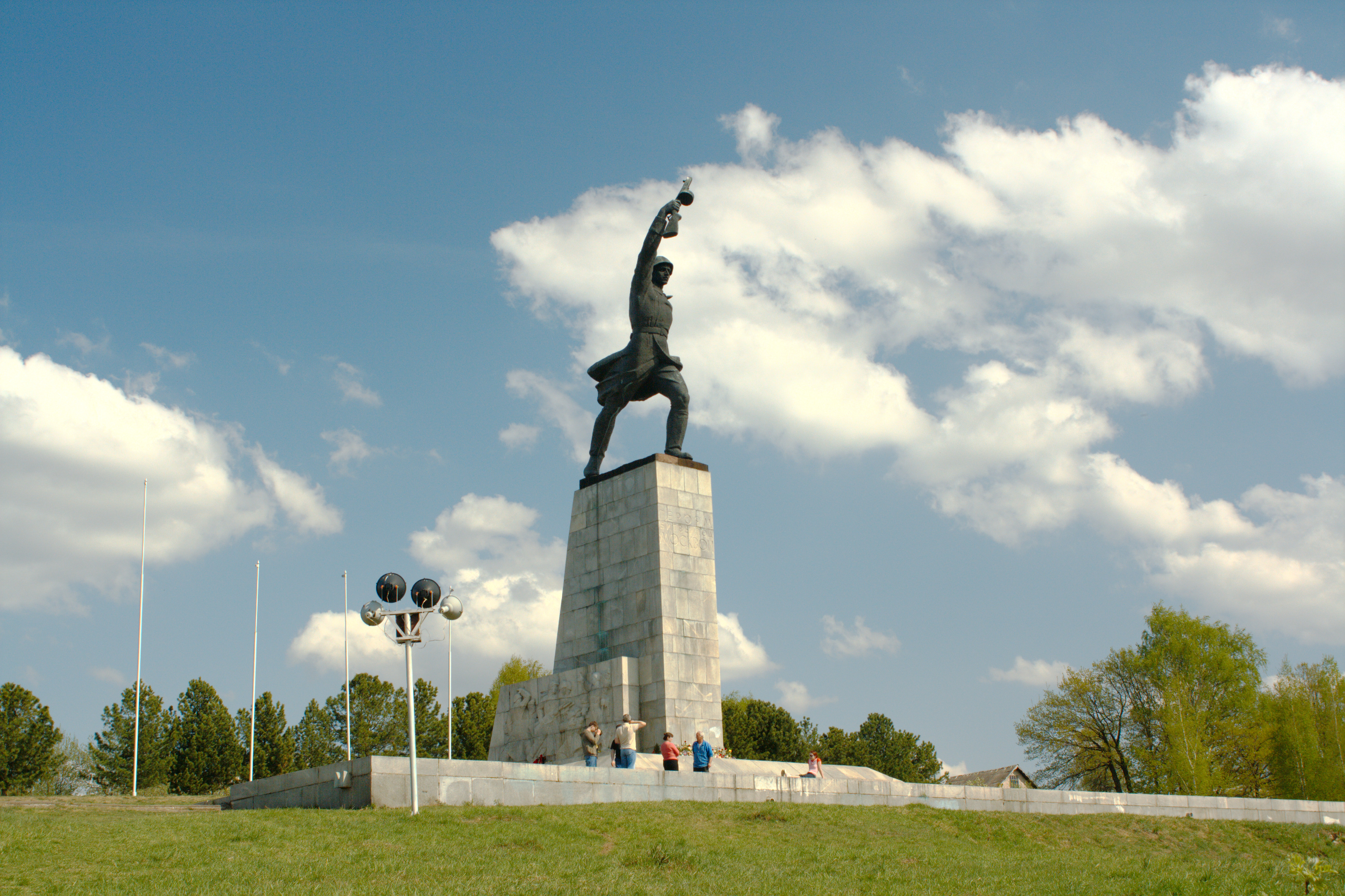
Монумент героям битвы под Москвой, Перемиловская высота, город Яхрома. Совместно со скульпторами А. Постолом, В. Глебовым, Н. Любимовым; архитекторы Ю. Кривущенко, А. Каминский, И. Степанов, инженер С. Хаджибаронов. 1966 год.
Фрагмент Монумента героям битвы под Москвой.
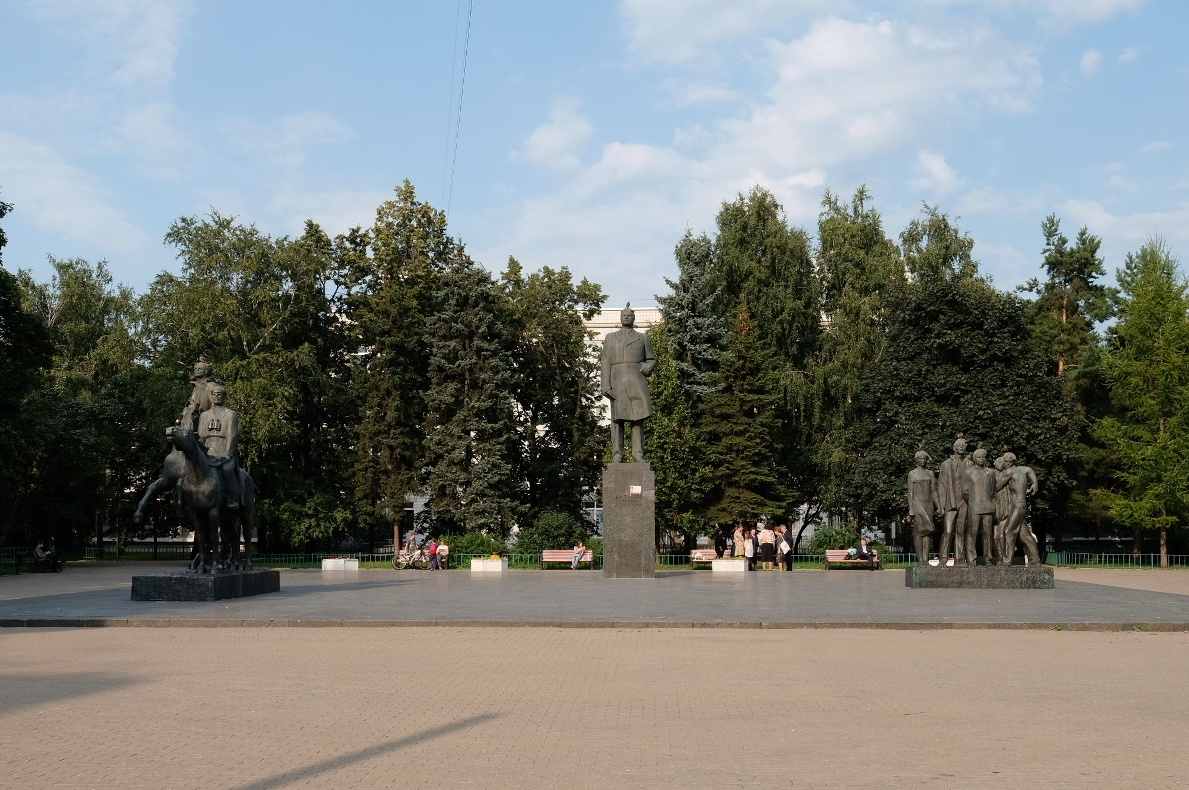
Памятник писателю А. Фадееву. Установлен на Миусской площади. Архитекторы М. Константинов, В. Фурсов. 1973 год.
Мемориальный комплекс памяти героев-панфиловцев под Волоколамском в поселке Дубосеково. Совместно со скульпторами Н. Любимовым, А. Постолом; архитекторы В. Датюк, Ю. Кривущенко, И. Степанов; главный инженер С. Хаджибаронов. 1975 год.
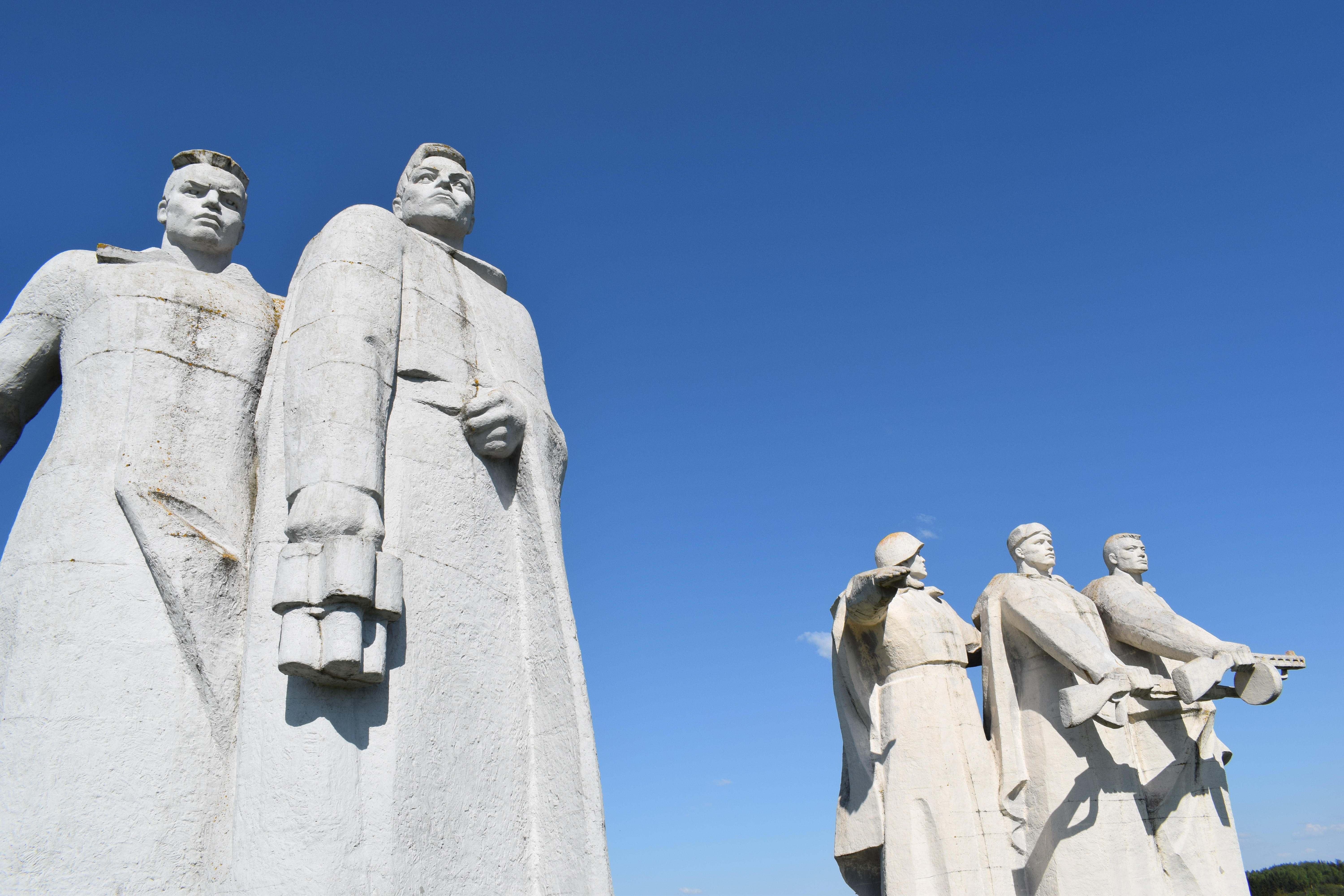
Фрагмент Мемориального комплекса памяти героев-панфиловцев.
Фрагмент Мемориального комплекса памяти героев-панфиловцев.
Памятник «Революции 1905 года посвящается» у станции метро «Улица 1905 года». Совместно со скульптором О. Иконниковым; архитекторы М. Константинов, А. Половников, В. Фурсов. 1981 год.
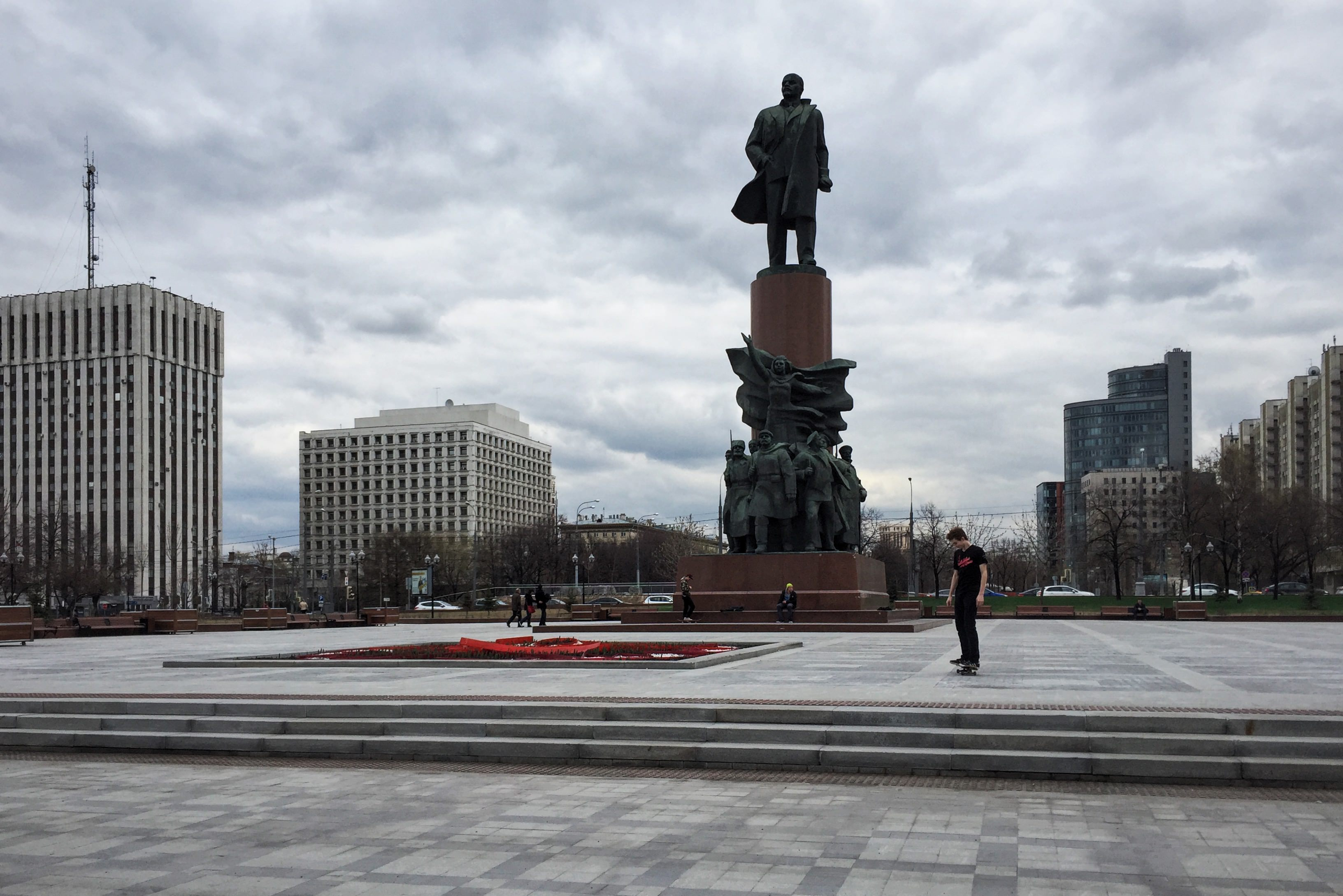
Памятник В. И. Ленину на Калужской площади. Совместно со скульптором Л. Кербелем; архитекторы Г. Макаревич, Б. Самсонов. 1985 год.
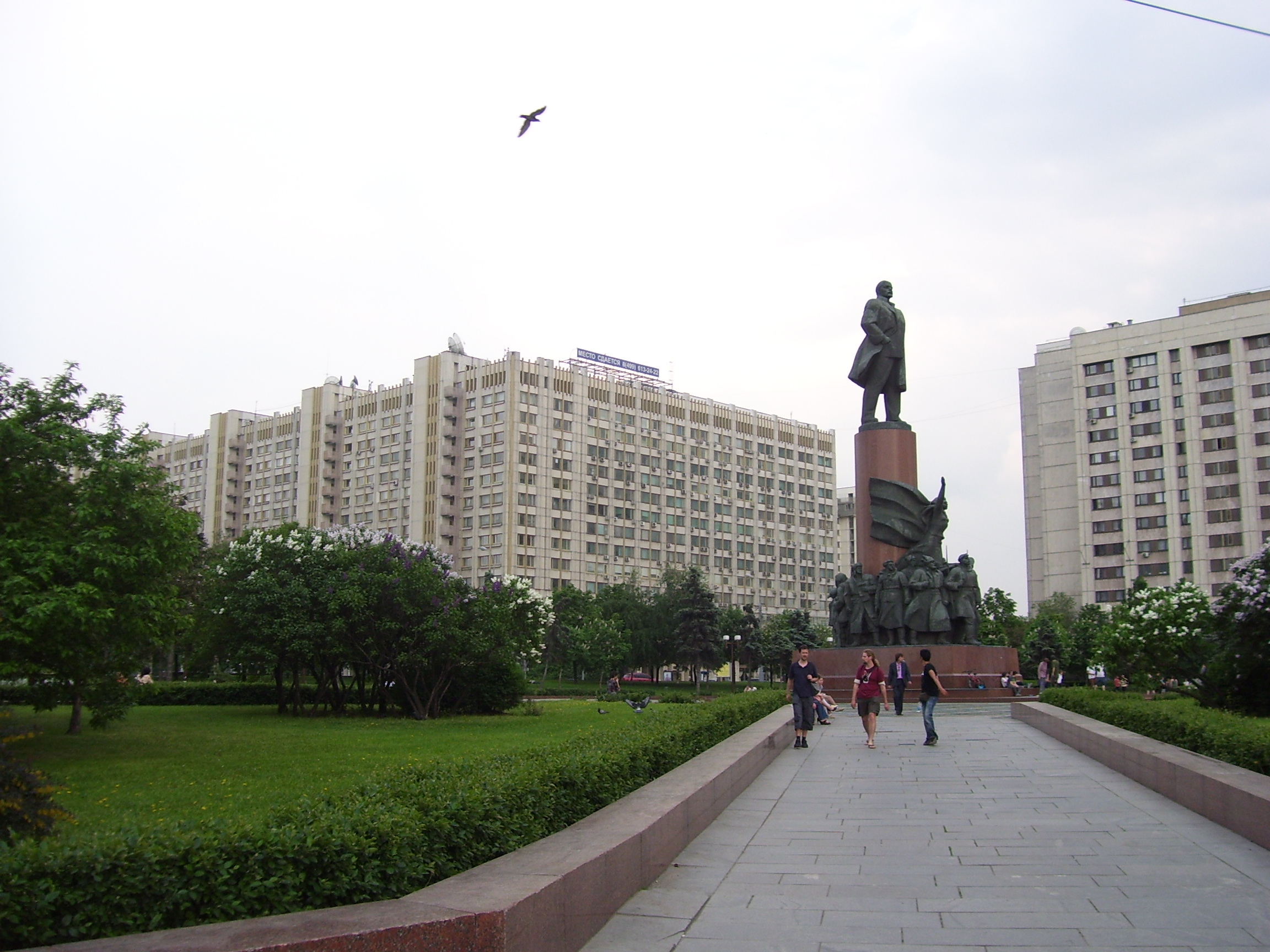
Памятник В. И. Ленину на Калужской площади.